# Xixitla
Xixitla är en ort i Mexiko.   Den ligger i kommunen Ixhuacán de los Reyes och delstaten Veracruz, i den sydöstra delen av landet, 220 km öster om huvudstaden Mexico City. Xixitla ligger 1 368 meter över havet och antalet invånare är 274.
Terrängen runt Xixitla är kuperad åt nordost, men åt sydväst är den bergig. Terrängen runt Xixitla sluttar österut. Runt Xixitla är det ganska glesbefolkat, med 38 invånare per kvadratkilometer. Närmaste större samhälle är Coatepec, 14,3 km nordost om Xixitla. I omgivningarna runt Xixitla växer i huvudsak städsegrön lövskog.